# Onafhankelijke film
Een onafhankelijke film (Engels: independent film of indie) is een film die zonder de steun van een groot filmbedrijf wordt geproduceerd, een laag budget heeft of over een controversieel onderwerp gaat. Groeiende creativiteit en technologie onder de amateurs hebben ervoor gezorgd dat de markt voor onafhankelijke films vanaf het einde van de 20e eeuw sterk in professionaliteit en populariteit is gegroeid.

## Filmstudio's die onafhankelijke films produceren
De volgende filmmaatschappijen worden gezien als de belangrijkste studio's die onafhankelijke films produceren: Lionsgate, United Artists (Metro-Goldwyn-Mayer), First Run Features, Fox Searchlight Pictures (20th Century Fox), Focus Features (Universal Studios), Screen Gems (Sony Pictures), Warner Independent Pictures (Warner Bros.), Magnolia Pictures, Fine Line Features (New Line Cinema), Dimension Films (Miramax), IFC Films en ThinkFilm.

## Bekende indie-films
- (500) Days of Summer
- Garden State
- Greenberg
- Frances Ha
- The Squid and the Whale
- Moonrise Kingdom

## Sundance
Sundance is het grootste filmfestival van de onafhankelijke film ter wereld. Het festival vindt elk jaar plaats eind januari. Vele regisseurs van onafhankelijke films plannen de productie van hun film zo, zodat ze de deadlines voor het Sundance festival halen. Sinds de komst van video- en prosumertechnologie heeft het festival een extreme boost gehad in het aantal submissies. Voor de editie van 2014 waren er meer dan 4000 submissie maar er werden uiteindelijk maar 120 films geselecteerd uit deze grote groep.

## Bekende onafhankelijke filmregisseurs
- Woody Allen
- Alison Anders
- Wes Anderson
- Robert Altman
- Ingmar Bergman
- John Cassavetes
- Joel en Ethan Coen
- Sofia Coppola
- David Cronenberg
- Tom DiCillo
- Atom Egoyan
- Federico Fellini
- Peter Greenaway
- Todd Haynes
- Jim Jarmusch
- Stanley Kubrick
- Spike Lee
- Richard Linklater
- David Lynch
- Alison Maclean
- David Mamet
- Jean-Pierre Melville
- Michael Moore
- Christopher Nolan
- Jafar Panahi
- Benoît Poelvoorde
- Martin Scorsese
- Todd Solondz
- Kevin Smith
- Steven Soderbergh
- Quentin Tarantino
- Andy Warhol
- John Waters
- Gus Van Sant
- Lars von Trier
- Thierry Zéno
- Tommy Wiseau
- Zach Braff